# Josef Paulini
Josef Paulini (14. Januar 1770 in Nižná Slaná – 16. Januar 1806 in Lemberg)  war ein evangelisch-lutherischer Pfarrer und der erste Superintendent der evangelischen Kirche in Galizien und der Bukowina.

## Biografie
Josef Paulini studierte in Jena Evangelische Theologie. Bei Superintendent Johann Traugott Bartelmus bestand er eine entsprechende Prüfung. Dieser erlaubte ihm 1791 in allen Orten der Teschener Diözese angestellt zu werden und öffentlich zu predigen.
Er war als Pfarrer von 1792 bis 1804 in Návsí tätig. 1804 wurde er Pfarrer in Lemberg und bald darauf zum ersten Superintendenten der Evangelischen Kirche A. B. in Galizien und der Bukowina durch Hofdekret berufen.
Sein Bruder war Superintendent Andreas Paulini.